# Рейна (Бадахос)
Рейна (ісп. Reina) — муніципалітет в Іспанії, у складі автономної спільноти Естремадура, у провінції Бадахос. Населення — 205 осіб (2010).
Муніципалітет розташований на відстані близько 310 км на південний захід від Мадрида, 120 км на південний схід від Бадахоса.

## Демографія
Динаміка населення (INE ):